# Couronne (horlogerie)
En horlogerie, la couronne (aussi appelée couronne de remontoir) est une pièce ronde que l'on tourne pour remonter la montre ou la mettre à l'heure. Elle fait partie de l'habillage de la montre et à ce titre son esthétique est parfois très soignée. La tranche est généralement cannelée, pour faciliter la prise, et le sommet peut être gravé du logo de la marque.
Elle est vissée ou poussée et s'ajuste par son canon en sens inverse sur la tige de remontoir ce qui assure son étanchéité.
Une couronne peut être non étanche si sa fixation s'ajuste par son canon dans la carrure de la boîte.

## Invention
L'invention de la couronne est due à l'horloger Jean-Adrien Philippe (1815-1894), cofondateur de la maison d'horlogerie Patek Philippe. Les montres à gousset étaient auparavant équipées de deux embases pour le remontage et le réglage par clé. Le mécanisme inventé par Philippe, mis en production vers 1845, les remplace par une unique couronne. La couronne, se prolonge par la « tige de couronne » à l'intérieur du mouvement. En position normale elle permet le remontage du ressort moteur. En tirant sur la couronne, le mécanisme bascule en position réglage. Le pignon placé sur la tige de couronne se couple avec les rouages assurant le réglage.

## Montres à complications
Lorsqu'une montre dispose de fonctions comme l'indication des quantièmes (jours dans le mois) ou des jours de la semaine, ces fonctions sont généralement réglables grâce à une position supplémentaire de la couronne (qui a alors trois positions : remontage, réglage de l'heure et réglage du jour). En revanche, des complications supérieures, comme un calendrier ou un chronographe, sont en général commandées par des boutons supplémentaires, séparés de la couronne.

## Couronne vissée
La couronne vissée est une amélioration permettant l'étanchéité de la montre, en particulier pour une montre de plongée. La couronne se visse sur un pas de vis solidaire du boîtier. La connexion entre la couronne et la tige est assurée par un ressort, permettant à la couronne de se rapprocher du boîtier sans déplacement de la tige. Un joint assure l’étanchéité. Il faut d'abord dévisser la couronne pour pouvoir remonter la montre, et ensuite, comme avec une couronne classique, tirer dessus pour passer en position réglage. Le brevet de la couronne vissée est déposé en 1927 par le fondateur de Rolex, Hans Wilsdorf, introduite l'année suivante sur la Rolex Oyster, cette technologie contribuera largement au succès de la marque.

## Montre à quartz
Sur une montre à quartz analogique, la couronne perd sa fonction de remontoir (sauf dans le cas des spring drive de Seiko) mais reste le mécanisme de réglage de l'heure, et de la date le cas échéant.

## Galerie

Images
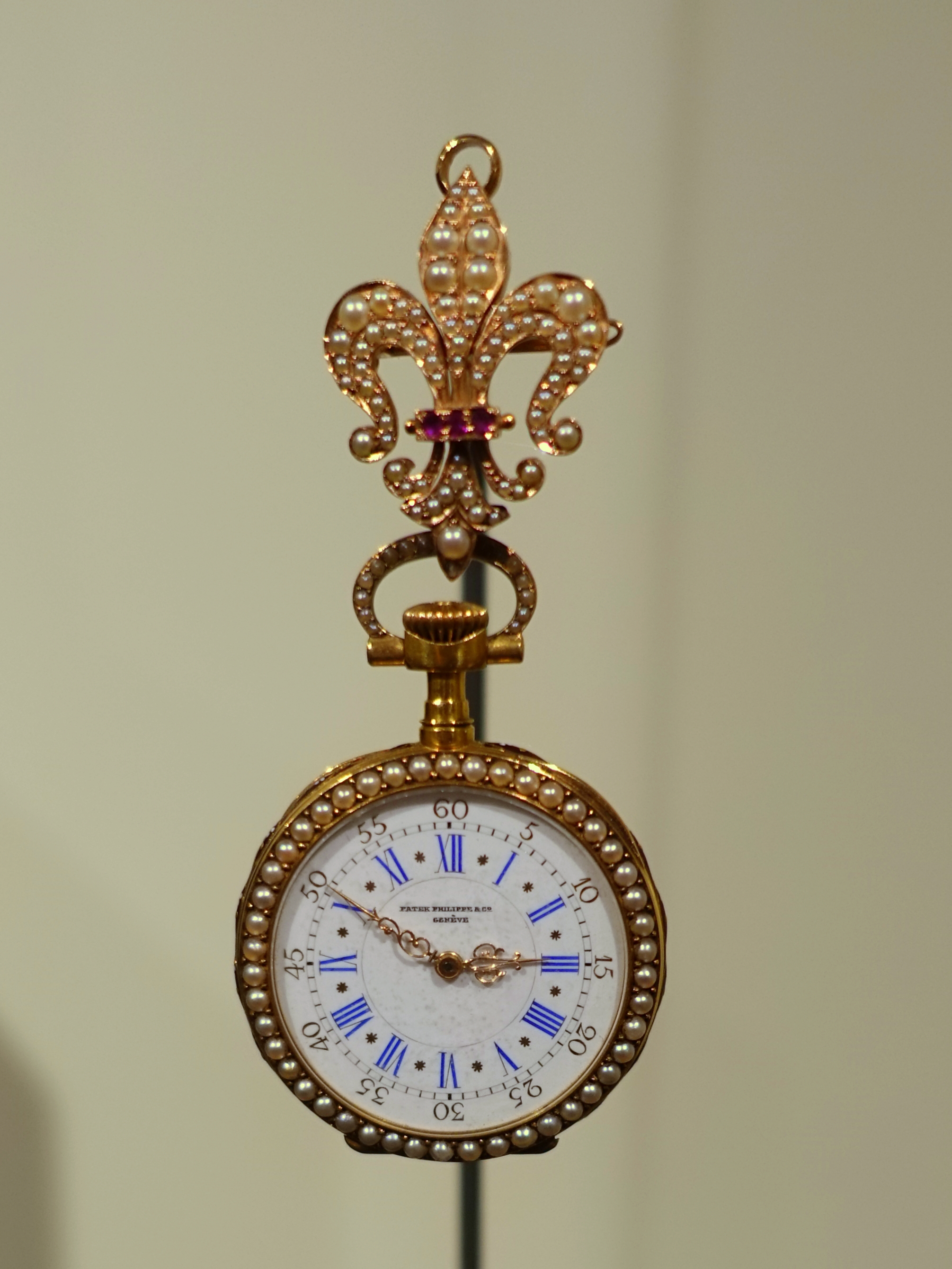
Montre à gousset Patek Philippe du XIXe avec remontage par couronne.
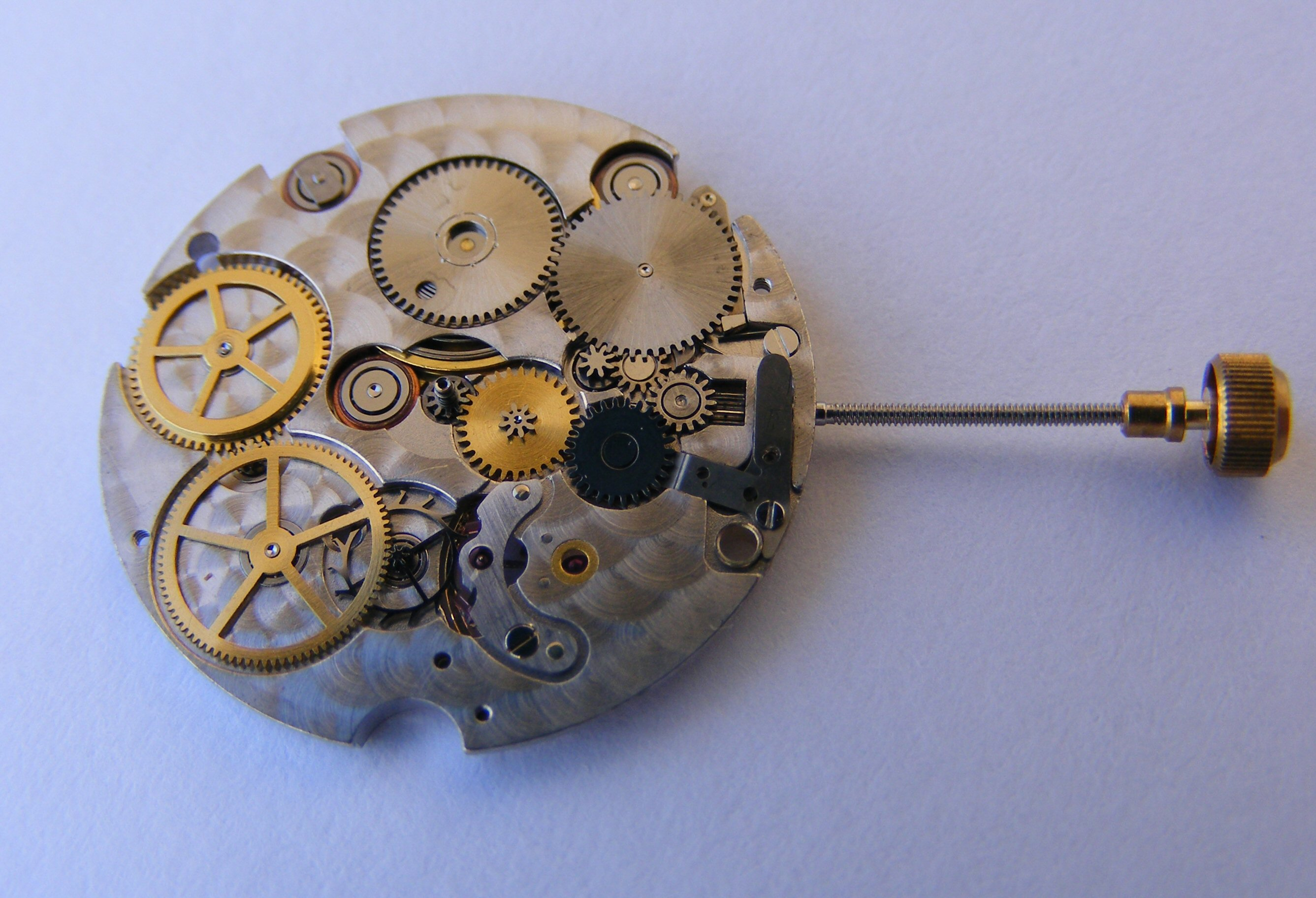
Mouvement laissant apparaître la couronne, la tige, et la tirette.
- Vidéo illustrant le mécanisme.